# Lange Delft
De Lange Delft is de prominentste winkelstraat van Middelburg. De straat loopt vanaf de Markt in oostelijke richting naar het Damplein, en bestaat voornamelijk uit wederopbouwarchitectuur, nadat zij grotendeels was uitgebrand bij het Bombardement op Middelburg in mei 1940.

## Geschiedenis
De Lange Delft werd voor het eerst vermeld in een document uit 1266 (als "Waghta de Dilf"). Destijds liep er ten noorden van de straat een singel die deel was van de cirkelvormige gracht rondom de oude burcht. Het noordelijk deel van deze ringgracht werd gevormd door een bocht van het riviertje de Arne. Ter onderscheiding daarvan heette het gegraven (gedolven) gedeelte de Dilf of Delft. Als men aan de achterzijde grensde aan een gracht woonde men "aan de Delf", terwijl men met de wal aan de achterzijde "aan de Wal" woonde. Omstreeks de 17e eeuw werd de aanduiding "dulve" (ronding van delf of dilf) een gangbare term in Zeeland voor een gegraven sloot. De benaming van de straat hield stand, omdat de bevolking geen verband meer zag tussen de term en de straatnaam; vooral ook omdat de huizen aan de Delft al lange tijd niet meer grensden aan een singel.

## Monumenten
Het grootste deel van de straat werd verwoest bij het Bombardement op Middelburg op 17 mei 1940. Hierbij verdwenen monumentale panden als In Rosenburch,  De Gouden Sonne, Grand Hotel Verseput en de toenmalige Provinciale Bibliotheek. In totaal telt de straat zeven rijksmonumenten in het rijksmonumentregister. De jongste monumentenpanden in de straat stammen uit de 18e of 19e eeuw. Deze monumenten staan allen aan het oostelijk uiteinde van de straat. Een van de opvallende overgebleven monumenten is de Gasthuiskerk, welke in 1493 is gebouwd. Deze kwam direct aan de straat te liggen nadat de panden aan de voorzijde in 1961 gesloopt werden om de Lange Delft breder te maken voor autoverkeer.

## Andere wetenswaardigheid
Sinds 1977 bevindt zich hier het beeld "Vrouw in ligstoel" van de beeldhouwer Guido Metsers. Aanvankelijk had het beeld de titel "Tanja", sinds 1987 "Rebecca". Het beeld toont een vrouw in een ligstoel, met daarnaast een lege ligstoel waarin een wandelaar plaats zou kunnen nemen. Het beeld onderging renovaties in 1987 en 2003. 